# ولاية الجازر
ولاية الجازر هي إحدى ولايات محافظة الوسطى في سلطنة عمان، تقع على الشريط الساحلي من محافظة الوسطى، يحدها من الشمال ولاية الدقم، ومن الجنوب ولاية شليم التابعة لمحافظة ظفار، ومن الغرب ولاية هيما ومن الشرق بحر العرب. تضم حوالي 11 قرية، يقطنها حوالي 2000 نسمة.

## الصناعات التقليدية
يصنع أهالي الولاية المجاديف وشباك الصيد، نظراً لتميزها بالعديد من الشواطئ الواقعة على مياه بحر العرب، كما يصنعون بعض الأدوات من جلود الحيوانات إلى جانب الخوصيات.

## الشواطئ
ولاية الجازر كغيرها من ولايات المنطقة الوسطى الساحلية الآخرى، حيث تتعدد شواطئها وأهمها: نيابة «اللكبي» التي تبعد عن «الكحل» حيث مركز الولاية بحوالي 40كيلومتراً، حيث مجموعة من المساكن والخدمات الضرورية الحديثة، ثم نيابة ريما ثم وادي «رونب»، ثم «الخضراء» الواقعة على الشاطئ، والتي تتميز بتجمعها السكاني وسط أشجار «السمر» وكذلك شاطئ «ماذر» و«فاضي».

## الحياة والسكان
هناك قبل عام 1970م كان أهالي المنطقة من الصيادين «في الغالب» يعيشون في «الكهوف المظلمة» والتي يشيدونها من الحجارة، المرصوص بعضها فوق الأخر دون مواد لاصقة بينها، وهو ما يجعل ساكنيها عرضة للإصابات البليغة التي قد تنشأ عن سقوط هذه الحجارة بفعل العواصف الشديدة التي تتميز بها المنطقة في بعض الأحيان، كما يجعلهم فريسة سهلة للعقارب والأفاعي، خاصة وإن الكهوف خالية تقريباً من سقف يحميها، فلم يكن هذا السقف سوى بضعة أخشاب مفرقة أيضاً.
الصورة الآن مختلفة تماماً، فقد تحولت تلك الكهوف التي كانت مسكناً قبل عام 1970م إلى مخازن مهجورة للمخلفات، بعد أن انتشرت المساكن الحديثة بالمنطقة، فضلاً عن الخدمات الضرورية المختلفة من مدرسة ومركز صحي ومكتب لمساعد الوالي. أما مركز ولاية الجازر، في منطقة «الكحل» فهو يضم مجمعاً إدارياً وتجارياً متكاملاً، حيث يضم عدداً من المحلات التجارية التي توفر احتياجات المواطنين، فضلاً عن المدارس الابتدائية والإعدادية والثانوية وكذلك مستشفى.
الشيوخ:
الشيخ/ سليم بن صالح بن حمدون الجنيبي وهو من قام بتاسيس مركز الولاية بموقعه الحالي وذلك بمساعدة من الحكومة الرشيدة وهو من قام بإنشاء أول مطار فالولاية
الشيخ/حمود بن حمد المجعلي وهو من أهم رجال الولاية وكان عضو في مجلس الدولة